# Гранби (Масачусетс)
Гранби (енгл. Granby) насељено је место без административног статуса у америчкој савезној држави Масачусетс.

## Демографија
По попису из 2010. године број становника је 1.368, што је 24 (1,8%) становника више него 2000. године.
| Група             | 2000.         | 2010.         |
| Белци             | 1.283 (95,5%) | 1.285 (93,9%) |
| Афроамериканци    | 9 (0,7%)      | 7 (0,5%)      |
| Азијати           | 6 (0,4%)      | 18 (1,3%)     |
| Хиспаноамериканци | 31 (2,3%)     | 37 (2,7%)     |
| Укупно            | 1.344         | 1.368         |